# Долотко Ігор Іванович
Ігор Іванович Долотко (нар. 4 липня 1982) — український футболіст, що грав на позиції півзахисника. Відомий насамперед виступами у складі команди «Енергетик» з Бурштина, у складі якої зіграв понад 300 матчів у чемпіонаті та Кубку України.

## Клубна кар'єра
Ігор Долотко розпочав виступи на футбольних полях у 1999 році в складі фарм-клубу івано-франківського |«Прикарпаття» «Прикарпаття-2» у другій українській лізі, а в 2001 році зіграв 3 матчі за головну команду «Прикарпаття» в першій лізі. На початку сезону 2001—2002 Долотко перейшов до складу команди другої ліги «Енергетик» з Бурштина. у складі бурштинської команди футболіст за підсумками сезону 2004—2005 років здобув путівку до першої ліги, після чого грав у складі «Енергетика» вже в першій лізі. У кінці сезону 2011—2012 років Долотко покинув бурштинську команду у зв'язку з важким фінансовим станом команди, загалом зігравши у її складі 309 офіційних матчів. У цьому ж році футболіст став гравцем аматорської команди «Карпати» з Яремче, надалі Ігор Долотко грав до 2021 року за аматорські клуби "Оскар "(Підгір'я), «Газовик» (Богородчани), «Бурштин», «Придністров'я» (Тлумач), «Козацький Острів» (Чорнолізці) та «Юність» (Верхня).